# Harramiz Soares
Harramiz Quieta Ferreira Soares (São Tomé, 3 de agosto de 1990) é um futebolista são-tomense.
Debutou profissionalmente na temporada 2009-10, ao serviço d'O Elvas. Jogou também no Aljustrelense e no União de Montemor até chegar ao Benfica em 2013, chegando por 15 mil euros. Sem espaço no elenco principal, foi remanejado ao time B dos Encarnados e, posteriormente, emprestado ao Farense até 2016, quando chegou ao Sporting da Covilhã.
Pela Seleção São-Tomense, Harramiz estreou em setembro de 2015, na derrota por 3 a 0 frente ao Marrocos. Desde então, foram 5 partidas disputadas.